# Bandera de Catamarca
La bandera de Catamarca fue creada en agosto de 2011, por iniciativa del Ministerio de Educación de la Provincia en cumplimiento de la Ley N° 5231 de la Legislatura Provincial. Hasta tal fecha, Catamarca era la única provincia argentina que no poseía bandera oficial. 
Se estableció en el año de su creación, el día 25 de agosto - fecha de la Autonomía de Catamarca-, como "Día de la Bandera de la Provincia de Catamarca" por decreto rubricado por el ministro de Educación Mario Perna y firmado por el gobernador Eduardo Brizuela del Moral.

## Historia

### Bandera de la Liga Federal
La primera bandera usada por Catamarca fue la de la Liga Federal, llamada Bandera de Artigas, usada entre 1815 y 1820.
|                                                           |
| Bandera de Artigas, usada en Catamarca entre 1815 y 1820. |

### Bandera actual
La Provincia de Catamarca, fue la última provincia de la Argentina en darse una Bandera como Estado provincial. En orden a la aplicación de la Ley N° 5231, el titular del Ministerio de Educación, Lic. Mario Perna, en el año 2011 llevó adelante un concurso en todo el ámbito de la provincia, cuyo tribunal estuvo integrado por los Magister Marcelo Ghersani y Alicia Moreno, ambos especialistas en Heráldica y Vexilología y presidido por Perna, siendo ganador del concurso Claudio Fabián Martinena, elegido entre casi una docena de modelos que se presentaron.
La descripción y representación de sus elementos, es la siguiente, de acuerdo con el diario catamarqueño "La Unión".

...posee una forma rectangular con una proporción total de 90cm de alto por 1,80 cm de ancho, formada por un campo repartido en cuatro partes. En los bordes cuenta con un fileteado teñido de color oro, que representa la riqueza cultural hereditaria que posee la provincia.
En tanto, el lateral superior es celeste y blanco, que representa el cielo, la enseña nacional y el manto de la Virgen. En la parte inferior, posee una franja rojo sangre, que representa, “la mixtura de nuestra sangre”. En el centro, en la unión de los colores fue diseñado un sol, inspirado en el sol de los incas. En los laterales del mismo, se diseñó una corona de olivos, formada por 16 hojas, que representan a todos los departamentos de la provincia.
Descripción y representación de la bandera, según el diario catamarqueño La Unión.

La misma fue izada por primera vez en acto público el 25 de agosto de 2011, Día de la Autonomía de Catamarca en la Plaza Central de la capital catamarqueña, frente al Paseo de la Fe y la Catedral Basílica Nuestra Señora del Valle, por las autoridades de los tres poderes del Estado Provincial, luego de la celebración del tradicional Te Deum que tuvo un carácter especial por ser la primera vez que era de carácter ecuménico, siendo el paño provincial bendecido antes de su enarbolamiento de igual modo, por todas las religiones con asiento en la provincia.